# 멜버른 빅토리 FC
멜버른 빅토리 FC (Melbourne Victory Football Club)은 A리그에 소속된 오스트레일리아의 프로축구단으로 빅토리아주의 멜버른을 연고로 2004년에 창단되었다. 2008년 기준으로, 멜버른 빅토리는 2006-07시즌에 프리미어십과 챔피언십을 동시에 우승하면서 더블을 기록한 유일한 팀이다. 또한 2008년의 프리시즌 챌린지컵을 우승하면서 세 가지 대회를 모두 우승한 유일한 팀이기도 하다.

## 역사
멜버른 빅토리는 2004년에 오스트레일리아의 국내 리그인 내셔널 사커 리그가 현재의 A리그로 바뀐다는 발표가 있고 나서 창단되었다. 멜버른 빅토리는 2부 리그인 빅토리아 프리미어리그에 참가하고 있는 사우스 멜버른 FC와 멜버른 나이츠를 대신하여 A리그에 참가하였다.
2004-05시즌엔 리그가 없었기 때문에 멜버른 빅토리는 팀의 구성에 나섰다. 이 기간 동안 오스트레일리아 축구 국가대표팀 출신 선수들을 영입하는 등 팀의 실력 향상에 힘썼다.
클럽의 첫 시즌이었던 2005-06시즌은 8개 팀 가운데 7위로 마감하면서 좋지 않은 시즌을 보냈다.
다음 시즌인 2006-07시즌에는 정규리그에서 1위를 하면서 프리미어를 차지하였다. 또한 상위 네 팀이 참가하는 챔피언십에서도 애들레이드 유나이티드를 누르고 우승을 차지하며 프리미어-챔피언을 동시에 차지하는 더블을 기록하였다.
그 후 2007-08시즌을 5위로 마감하고, 2008-09시즌엔 시즌 전 펼쳐는 프리시즌 챌린지컵에서 우승을 차지하였고 정규 리그에서도 좋은 모습을 보이며 그랜드 파이널에 진출하였고 그랜드 파이널에서 승리하며 리그 우승을 거머쥐었다. 이후 출전한 2010 AFC 챔피언스리그에선 조별 예선에서 성남 FC와 베이징 궈안에 밀려 탈락하였다.

## 우승 기록

### 국내 대회

#### 리그
- A리그 챔피언십

● 우승 (3): 2007, 2009, 2015
● 준우승 (1): 2010
- A리그 프리미어십

● 우승 (3): 2006-07, 2008-09, 2014-15
● 준우승 (1): 2009-10

#### 컵
- FFA컵

● 우승 (1): 2015
- A리그 프리시즌 챌린지컵

● 우승 (1): 2008

## 연도별 성적
| 시즌    | 리그/디비전 | 팀 수 | F.S.순위 | 정규순위 | 챌린지컵    | 호주축구협회컵 | AFC CL    |
| ------- | ----------- | ----- | -------- | -------- | ----------- | -------------- | --------- |
| 2005–06 | A-리그      | 8     | 7        | DNQ      | 준결승      | NC             | DNQ       |
| 2006–07 | A-리그      | 8     | 프리미어 | 우승     | Group stage | NC             | DNQ       |
| 2007–08 | A-리그      | 8     | 5        | DNQ      | 조별 리그   | NC             | 조별 리그 |
| 2008–09 | A-리그      | 8     | 프리미어 | 우승     | 우승        | NC             | DNQ       |
| 2009–10 | A-리그      | 10    | 2        | 준우승   | NC          | NC             | 조별 리그 |
| 2010–11 | A-리그      | 11    | 5        | 5        | NC          | NC             | 조별 리그 |
| 2011–12 | A-리그      | 10    | 8        | DNQ      | NC          | NC             | DNQ       |
| 2012–13 | A-리그      | 10    | 3        | 3        | NC          | NC             | DNQ       |
| 2013–14 | A-리그      | 10    | 4        | 4        | NC          | NC             | 조별 리그 |
| 2014–15 | A-리그      | 10    | 프리미어 | 우승     | NC          | Quarter-finals | DNQ       |
| 2015–16 | A-리그      | 10    | 6        | 6        | NC          | 우승           | 16강      |
| 2016–17 | A-리그      | 10    | 2        | 준우승   | NC          | Semi-finals    | DNQ       |
| 2017–18 | A-리그      | 10    | 4        | 우승     | NC          | Round of 16    | 조별 리그 |
| 2018–19 | A-리그      | 10    | 3        | 3        | NC          | Round of 16    | 조별 리그 |
| 2019–20 | A-리그      | 11    | 10       | DNQ      | NC          | Round of 32    | 16강      |

Key
- DNQ = Did not qualify
- NC = Tournament not contested
- Pos. af. = Position in league during finals series
- Pos. s. = Position in league during regular season
- TBD = Tournament in progress, outcome to be determined
- Tms. = Number of teams

## 선수 명단

### 현역
참고: FIFA 자격 규정에 따라 소속된 국가대표팀 국기를 표시합니다. 선수는 복수의 FIFA 비회원국 국적을 가지고 있을 수 있습니다.
| 번호 | 포지션 | 국적         | 이름              |
| ---- | ------ | ------------ | ----------------- |
| 3    | DF     | 코트디부아르 | 아다마 트라오레   |
| 7    | FW     |              | 대니얼 아르자니   |
| 8    | MF     |              | 네딘 마하흐       |
| 10   | FW     |              | 브루노 포르나롤리 |

| 번호 | 포지션 | 국적     | 이름          |
| ---- | ------ | -------- | ------------- |
| 20   | DF     | 포르투갈 | 호데릭 미란다 |

## 역대 감독
| 감독              | 임기        |
| ----------------- | ----------- |
| 안지 포스테코글루 | 2012 ~ 2013 |
| 케빈 머스캣       | 2013 ~ 2019 |
| 토니 포포비치     | 2021 ~ 2024 |
| 패트릭 키스노보   | 2024 ~      |